# 288ª Brigata artiglieria delle guardie "Varsavia"
La 288ª Brigata artiglieria delle guardie "Varsavia" (in russo 288-я гвардейская артиллерийская Варшавская бригада?, 288-ja gvardejskaja artillerijskaja Varšavskaja brigada, unità militare 30683) è un'unità di artiglieria delle Forze terrestri russe, subordinata alla 1ª Armata corazzata delle guardie del Distretto militare di Mosca e con base a Mulino nell'oblast' di Nižnij Novgorod.

## Storia

### Unione Sovietica
L'unità venne costituita l'11 dicembre 1942 come 10ª Brigata artiglieria campale dall'Armata Rossa nei pressi di Kaluga. Nel 1943 prese parte all'Operazione Kutuzov, combattendo a nord di Orël. Successivamente partecipò all'Operazione Bagration, contribuendo alla liberazione di Kalinkavičy e Mazyr all'inizio del 1944. Nel gennaio 1945, durante l'Operazione Vistola-Oder, diede un importante contributo alla conquista di Varsavia, venendo per questo ufficialmente intitolata alla città. Nel corso della seconda guerra mondiale venne inoltre insignita degli Ordini della Bandiera Rossa e di Kutuzov.
Durante la guerra fredda l'unità era di stanza a Chemnitz, nella Germania Est, venendo riorganizzata nella 288ª Brigata artiglieria pesante (unità militare 50618) come parte della 34ª Divisione artiglieria del Gruppo di forze sovietiche in Germania. Nel maggio 1994, in seguito alla dissoluzione dell'Unione Sovietica, la brigata è stata trasferita presso l'attuale sede di Mulino, nell'oblast' di Nižnij Novgorod.

### Federazione Russa
Nel 2014, durante la guerra del Donbass, reparti della brigata sono stati avvistati nel Tarasovskij rajon vicino alla frontiera ucraina in concomitanza con i bombardamenti russi provenienti da oltre il confine verso l'oblast' di Luhans'k.
A partire dal febbraio 2022 la brigata è stata impiegata nell'invasione russa dell'Ucraina, bombardando diversi insediamenti nelle regioni di Charkiv e di Sumy e causando significative vittime civili. Ad aprile, durante i contrattacchi ucraini in concomitanza con la ritirata delle forze russe dall'Ucraina settentrionale, l'unità avrebbe subito diverse perdite ad opera del fuoco di controbatteria. Successivamente è stata trasferita nell'area di Izjum, dove è stata colpita dalla controffensiva ucraina del settembre 2022 e costretta a ripiegare a est del fiume Oskol. Nei due anni successivi è rimasta schierata nel settore di Kup"jans'k. Nel luglio 2023, insieme alla 385ª Brigata artiglieria, ha fornito supporto alle operazioni offensive russe sul fronte Kreminna-Svatove. Il 19 febbraio 2024 la brigata è stata insignita del titolo di unità delle guardie per decreto del Presidente della Federazione Russa.

## Comandanti
- Colonnello Georgij Šuvaev (20?? - 2022)
- Colonnello Aleksandr Blažko (2022 - in carica)